# Vasilije Mokranjac
Vasilije Mokranjac (serbisch-kyrillisch Василије Мокрањац; * 11. September 1923 in Belgrad; † 27. Mai 1984 ebenda) war ein jugoslawischer Komponist.

## Leben
Mokranjac war an der Musikakademie von Belgrad Schüler von Stanojlo Rajičić. Seit 1956 wirkte er dort als Professor für Komposition.
Neben fünf Sinfonien, drei Ouvertüren und mehreren konzertanten Werken komponierte er Kammermusik, Klavierstücke sowie Film- und Schauspielmusik.